# Мосаутал
Мосаутал (њем. Mossautal) општина је у њемачкој савезној држави Хесен. Једно је од 15 општинских средишта округа Оденвалд. Према процјени из 2010. у општини је живјело 2.546 становника. Посједује регионалну шифру (AGS) 6437012.

## Географски и демографски подаци
Мосаутал се налази у савезној држави Хесен у округу Оденвалд. Општина се налази на надморској висини од 327 метара. Површина општине износи 48,5 km². У самом мјесту је, према процјени из 2010. године, живјело 2.546 становника. Просјечна густина становништва износи 52 становника/km².

## Међународна сарадња
| Мјесто | Држава    | Врста сарадње | Од    |
| ------ | --------- | ------------- | ----- |
| Масдам | Холандија | партнерство   | 1983. |
| Извор  |           |               |       |